# Alacalı, Şile
Alacalı là một xã thuộc huyện Şile, tỉnh Istanbul, Thổ Nhĩ Kỳ. Dân số thời điểm năm 2010 là 390 người.